# Płaskowyż Bârlad
Płaskowyż Bârlad (rum. Podișului Bârladului) – płaskowyż we wschodniej Rumunii, w centralnej i południowej części Wyżyny Mołdawskiej.
Wysokość płaskowyżu wynosi średnio od 200 m n.p.m. na południu, do 400 m n.p.m. na północy. Kulminacje przekraczają 500 m n.p.m.
W skład Płaskowyżu Bârlad wchodzą:
- Płaskowyż Środkowomołdawski (Podișul Central Moldovenesc, na północy jednostki)
- Wzgórza Iași (Coasta Iașilor)
- Wzgórza Tutova (Colinele Tutovei)
- Wzgórza Fălciu (Dealurile Fălciului)
- Płaskowyż Covurlui (Podișul Covurlui)
- Obniżenie Elanului (Depresiunea Elanului)